# Tamarix gennessarensis
Tamarix gennessarensis är en tamariskväxtart som beskrevs av Zoh. Tamarix gennessarensis ingår i släktet tamarisker, och familjen tamariskväxter. Inga underarter finns listade.